# Emplois d'avenir
Les emplois d'avenir (EAV) sont des emplois aidés en France, créés par la loi 2012-1189 du 26 octobre 2012 complétant le code du travail français. Il s'agit de contrats de travail de droit privé français pour « faciliter l'insertion professionnelle et l’accès à une qualification pour des jeunes en difficulté ».
Depuis le 1er janvier 2018, il n'est plus possible de signer ce type de contrat. Les contrats ainsi créés expirent donc au plus tard fin 2020.

## Le dispositif mis en place de 2012 à 2020

### Bénéficiaires
Les jeunes de 16 à 25 ans (jusqu’à 30 ans pour les jeunes reconnus travailleurs handicapés) :
- sans diplôme ou avec un CAP/BEP et n'étant ni en emploi, ni en formation ;
- présentant des difficultés particulières d’accès à l’emploi ;
- des volumes de contrats plus importants dans les zones urbains sensibles (ZUS), les zones de revitalisation rurale (ZRR) et les départements et collectivités d’outre-mer où les jeunes sont particulièrement nombreux à rencontrer des difficultés d’accès à l’emploi[4],[5]. À titre dérogatoire, pour les jeunes résidant dans les zones prioritaires citées ci-dessus, les jeunes ayant entamé des études universitaires (jusqu’au niveau Bac+3) peuvent être recrutés en emploi d’avenir sur des postes correspondant à leur niveau de qualification[5].

### Recruteurs
- Principalement les employeurs du secteur non marchand : associations, organismes à but non lucratif de l'économie sociale et solidaire, collectivités territoriales, établissements publics des secteurs sanitaire et médico-social, bailleurs sociaux, etc.
- Les employeurs du secteur marchand dans les secteurs définis régionalement comme éligibles, ou par la signature d’une convention nationale (grand compte ou branche) : entreprises relevant de secteurs d'activité d'avenir en termes de recrutements et proposant aux jeunes des perspectives professionnelles et de qualification intéressantes[6].

### Caractéristiques des emplois d’avenir
- En CDI ou en CDD de un à trois ans (ou un an renouvelable jusqu'à trois ans) ;
- À temps plein (sauf exception si la situation du jeune le justifie) ;
- Avec une aide de l'État s'élevant dans le cas général à 75 % de la rémunération brute au niveau du SMIC pour les employeurs du secteur non marchand (35 % pour les employeurs du secteur marchand et 47 % pour les entreprises d’insertion et les Geiq).

### Coût pour l’employeur
Pour une rémunération brute à temps plein au niveau du Smic (1,425 €), le coût mensuel restant pour l’employeur du secteur non marchand est de 355 € et de 925 € pour un employeur du secteur marchand.

## Bilan de ces emplois aidés pour les jeunes
Le dispositif a connu une montée en puissance avec son maximum dans le secteur non-marchand en novembre 2015, avec 98 181 personnes concernées, et dans le secteur marchand en mai 2016, avec 32 804 personnes concernées.
Une étude par sondages montre que les grands employeurs (publics ou privés) ont bénéficié d'un effet d'aubaine, car ils auraient probablement recruté les jeunes travailleurs concernés même sans aide de l'Etat. Les petites structures procèdent de façon plus opportuniste.
Dans la plupart des cas, les missions locales de l'emploi ont surtout un rôle d'aiguillage au début de l'opération. Leur rôle d'accompagnement est plus important lorsque l'employeur est une petite association, typiquement une association sportive, qui connaît mal le droit du travail et qui n'est pas consciente de la nécessité d'une formation pour le nouvel embauché.
En 2015, 30% des jeunes recrutés proviennent des ZUS et 10% des ZRR.
Trois mois après la sortie du dispositif, 49% des jeunes ont un emploi, 7% sont en formation, et 44% sont inactifs ou chômeurs.